# 새미의 어드벤쳐
새미의 어드벤쳐(영어: A Turtle's Tale: Sammy's Adventures)는 2010년 개봉한 애니메이션 영화이다.

## 줄거리
1959년, 바하 캘리포니아의 외딴 해변에서 태어난 어린 바다거북 새미는 갈매기에게 잡히지만 간신히 탈출한다. 마찬가지로 잡혔던 쉘리라는 다른 어린 거북과 함께 바다로 떠내려가게 된 새미는 본격적인 여행을 시작한다.
10년 후인 1969년, 새미는 래이라는 가죽등 거북과 함께 바다를 떠돌아다니며 성장한다. 그러던 중 기름 유출 사고로 래와 헤어지고, 어망에 잡혀 다른 물고기들과 함께 끌려가다 겨우 탈출하여 해변에 도착한다. 그곳에서 히피 공동체에 합류하게 된 새미는 베라라는 나이 많은 거북과 함께 지내며 크리스마스도 맞이한다. 히피들은 새미의 등껍질에 평화의 상징을 그려주고, 새미는 이 표식을 좋아하게 된다. 하지만 얼마 후 히피들은 쫓겨나고 새미는 홀로 남겨진다.
바다로 돌아간 새미는 다시 베라와 만나고, 우연히 쉘리와 재회한다. 새미는 쉘리에게 함께 세상을 여행하고 싶다는 마음을 밝히고 둘은 '비밀 통로'를 찾아 모험을 떠난다. 파나마 운하에서 위험을 겪지만, 독수리에게 잡히고 삐라냐에게 쫓기기도 하는 등 여러 고난을 겪는다. 운하를 통과하던 중, 새미와 쉘리는 헤어지게 된다.
쉘리를 잃었다고 생각한 새미는 절망하지만, 쉘리가 남쪽 빙하 지역에서 '비밀 통로'를 찾고 있다는 소식을 듣고 다시 길을 나선다. 여행 중 고래의 도움을 받기도 하지만, 작살에 맞아 냉장고에 매달린 채 남극까지 떠내려간다. 구조된 새미는 치료를 받던 중 쉘리를 다시 만나게 된다.
캘리포니아의 동물 구조 센터에서 재회한 새미와 쉘리는 다시 바다로 돌아갈 준비를 한다. 새미는 예전 히피 친구들과도 재회하고, 진심으로 사과하는 고양이 플러피의 모습도 보게된다. 바다로 돌아간 새미는 옛 친구 래를 구출하고, 쉘리와 함께 결혼을 한다. 그들은 결혼 후 다시 함께 세상을 여행하기 시작한다.
2009년, 할아버지가 된 새미와 래는 손자들이 바다로 향하는 모습을 지켜본다. 늦게 태어난 손자를 도와주며 이야기는 마무리된다.

## 목소리
- 멜러니 그리피스 - 스노우 역
- 이저벨 퍼먼 - 해츨링 셸리 역
- 유리 로언솔 - 새미 역

## 한국어 목소리
- 대성 (가수) - 새미
- 설리 - 해츨링 셀리
- 윤형빈 - 레이
- 온영삼 - 늙은 새미
- 김현심 - 어린 새미
- 임채헌 - 어린 레이
- 윤세웅 - 플러피
- 남도형 - 올리
- 조세령 - 스노우
- 홍진욱 - 갈매기